# توروصور
التوروصور (Torosaurus) ("السحلية المثقبة"، في إشارة إلى الفتحات الكبيرة في هدبها) هو جنس عاشب من ديناصورات قرنيات الوجه عاش في أواخر مرحلة الماسترخي في العصر الطباشيري، في ما بين 68 و66 مليون سنة مضت، على الرغم من أن نطاق نوعه ربما امتد إلى ما يصل إلى 69 مليون سنة مضت. وقد اكتُشفت الحفريات عبر المناطق الغربية الداخلية لأمريكا الشمالية من ساسكاتشوان إلى جنوب تكساس.

## وصلات خارجية
- https://www.dinosaurvalley.com/Visiting_Drumheller/Kids_Zone/Groups_of_Dinosaurs/index.php
- https://web.archive.org/web/20071005151857/http://www.dinosaurier-web.de/galery/pages_t/torosaurus.html
- https://www.newscientist.com/articleimages/mg20727713.500/1-morphosaurs-how-shapeshifting-dinosaurs-deceived-us.html Chart showing Triceratops/Torosaur growth and development (New Scientist)